# São Bernardo (pel·lícula)
São Bernardo és una pel·lícula brasilera de Leon Hirszman, adaptada de la novel·la de Graciliano Ramos i estrenada el 1972.
El novembre de 2015 la pel·lícula fou inclosa a la llista establerta per l'Associação Brasileira de Críticos de Cinema (Abraccine) de les 100 millors pel·lícules brasilers de tots els temps.

## Argument
De jove, Paulo Honorio va provocar una baralla d'amor criminal i va rebre una mica més de tres anys de presó. Allà va aprendre a llegir i escriure. Molt ambiciós, va treballar molt i es va llançar al comerç del cotó. S'enriqueix i compra la granja São Bernardo a l'estat d'Alagoas (província de Nordeste, al Brasil). Esdevingut un poderós terratinent, Paulo Honorio es casa amb una mestra, Madalena, a qui tracta com una criada. Els seus empleats no estan molt millor. Abans que comenci a entendre l'abast de la seva solitud, la seva dona mor després d'un embaràs difícil.

## Repartiment
- Othon Bastos : Paulo Honorio
- Isabel Ribeiro : Madalena
- Rodolfo Arena : Dr Magalhães
- Nildo Parente : Padilha
- Vanda Lacerda : Dona Gloriá

## Anàlisi
São Bernardo és l'autoanàlisi d'un home que, amb perseverança i duresa, va aconseguir allò que buscava: poder i riquesa. Però aquesta confiança també revela el que s'ha perdut. L'originalitat de la pel·lícula és que aconsegueix un treball introspectiu i una visió general matisada de les condicions socials del Nordeste. Tranquil, distanciat, São Bernardo combina un rigor gairebé brechtià amb l'expressió d'una passió completament carnal.

## Estrena
La pel·lícula fou estrenada al Brasil per Embrafilme el 1972. El 2012 fou projectada al Museum of Modern Art, a Nova York.

## Distincions
La pel·lícula fou considerada "una veritable obra mestra" per la revista de cinema brasilera Contracampo. Es va presentar a la Quinzena de Cineastes, com a selecció paral·lela al 25è Festival Internacional de Cinema de Canes. Bastos va guanyar el premi al millor actor al Festival de Gramado.